# Корякин, Валентин Александрович
Валентин Александрович Корякин (15 ноября 1933, Тальменка, Алтайский край) — советский и молдавский художник, график, акварелист.

## Биография
Любовь к искусству унаследовал от своего деда, который благодаря природным способностям и самообразованию расписывал деревянные церкви в Сибири.
Детство художника проходит в Средней Азии, в 1949 году он переезжает в Кишинёв. Здесь, в 1958 г. он оканчивает Республиканское художественное училище им. Репина, а в 1966 — Белорусский государственный театрально-художественный институт в г. Минске. Дипломная работа — художественное оформление баллад В.Александри — получила высокую оценку художника И. Т. Богдеско. Участник художественных выставок с 1966 года.
Член Союза художников СССР с 1969 года, участник всесоюзных и международных пленэров на Дальнем Востоке (Камчатка, Сахалин, Курильские острова — 1971, 1978), в Средней Азии (1972, 1988), на Крайнем Севере (Кольский полуостров — 1975, 1981), в Крыму (1974), Румынии (1976,1992,1997), Польше (1979), Венгрии (1985), Болгарии (1985, 1994). Его произведения экспонировались на выставках советского и молдавского искусства в странах: Румыния (1976), Польша (1979), Конго, Швейцария (1981), Финляндия(1981, 1987), Австрия (1982, 1990), Дамаск (1983), Дания (1985), Ирак (1986), Франция, Чехословакия, Монголия, Гана (1987), Болгария (1987, 1994), Португалия, Кипр, Германия (1988).
С 1966 года ведёт преподавательскую деятельность в художественных учебных заведениях Кишинёва, а в Молдавском государственном институте искусств — с момента образования художественного факультета в 1984 году. В 1997 году художнику было присвоено звание Заслуженного деятеля искусств Республики Молдова.